# Luděk Macela
Luděk Macela (Černolice, 1950. október 3. – 2016. június 16.) olimpiai bajnok csehszlovák válogatott cseh labdarúgó, hátvéd.

## Pályafutása

### Klubcsapatban
1958-ban az SK Černolice csapatában kezdte a labdarúgást. 1962 és 1965 között a Tatran Všenory játékosa volt. 1965-ben került a Dukla Praha korosztályos csapatához. 1969-70-ben egy idényre kölcsönbe adták a Slavoj Vyšehrad együtteséhez, majd 1970-ben mutatkozott be a Dukla első csapatában, ahol 12 idényen át játszott és három bajnoki címet szerzett a csapattal. 1982 és 1985 között a nyugatnémet másodosztályban szereplő SV Darmstadt 98 labdarúgója volt. 1985-ben fejezte be az aktív labdarúgást.

### A válogatottban
1978 és 1980 között 17 alkalommal szerepelt a csehszlovák olimpiai válogatottban. Tagja volt az 1980-as moszkvai olimpián aranyérmet szerzett csapatnak. 1980-81-ben nyolc alkalommal szerepelt a csehszlovák A-válogatottban is.

## Sikerei, díjai
Csehszlovákia
- Olimpiai játékok
  - aranyérmes: 1980, Moszkva

 Dukla Praha
- Csehszlovák bajnokság
  - bajnok: 1976–77, 1978–79, 1981–82